# Mixopsis
Mixopsis is een geslacht van vlinders van de familie spanners (Geometridae), uit de onderfamilie Ennominae.

## Soorten
- M. bella Warren, 1904
- M. casta Warren, 1900
- M. conferta Dognin, 1911
- M. leodorata Guenée, 1858
- M. pulverata Warren, 1904
- M. puntiaguda Dognin, 1893
- M. venusta Dognin, 1921